# Beknaz Almazbekov
Beknaz Almazbekov (Biskek, Kirguistán; 23 de junio de 2005) es un futbolista kirguís. Juega de delantero. Es internacional absoluto por la selección de Kirguistán desde 2022.

## Trayectoria
Nacido en Biskek, Almazbekov se mudó a Turquía con su familia cuando pequeño. Comenzó su carrera en el Alga Bishkek, y en 2017 entró a las inferiores del Galatasaray. A los 13 años mientras formaba parte del equipo sub-14 del club y siendo capitán del equipo,  Almazbekov erró discriminadamente un polémico penal, acción con la que recibió elogios de sus compañeros.
Fue promovido al primer equipo del club en febrero de 2022.
En septiembre de 2022, fue incluido en la lista de promesas del fútbol mundial del periódico británico The Guardian.

## Selección nacional
Almazbekov es internacional juvenil por Kirguistán. Debutó por la selección adulta de Kirguistán el 11 de junio de 2022 ante Birmania por la tercera ronda de la clasificación para la Copa Asiática 2023.

## Clubes
| Club        | País    | Año       |
| ----------- | ------- | --------- |
| Galatasaray | Turquía | 2022-2024 |
| KF Llapi    | Kosovo  | 2024      |